# Сотопанари
Сотопана́ри (яп. 外離島 сотопанари-дзима) — небольшой остров в островной группе Яэяма островов Сакисима архипелага Рюкю. Административно относится к округу Такэтоми уезда Яэяма префектуры Окинава, Япония.

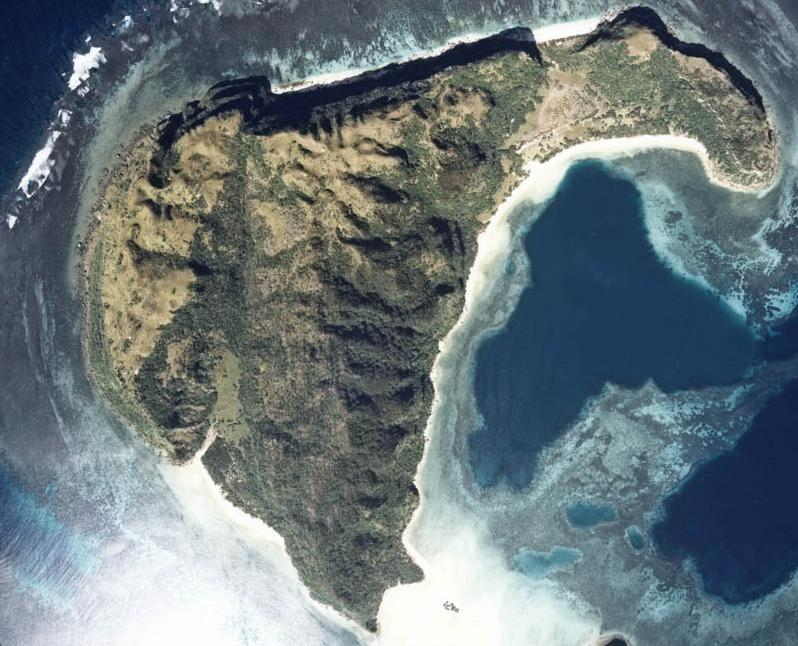
Снимок острова со спутника

Остров расположен у западного побережья острова Ириомоте между бухтами Накара и Фунаукэ. На острове с 1992 по 2018 годы жил один-единственный человек — японский отшельник Масафуми Нагасаки.
Площадь острова составляет 1,32 км², высота — 149 м.